# Danuta Chlupová
Danuta Chlupová (* 12. února 1968 Český Těšín) je polská spisovatelka, novinářka a překladatelka. Patří k polské národnostní menšině, žije v Česku a má i české občanství.

## Život a dílo
Pochází z Horní Suché (polsky Sucha Górna), tam také navštěvovala Polskou základní školu. Po absolvování Polské střední ekonomické školy v Českém Těšíně vystudovala ekonomii na Vysoké škole báňské v Ostravě. Po studiu žila v Havířově, od roku 2005 žije v Horní Suché. Nejdříve pracovala v různých firmách, v roce 2007 začala psát pro periodikum Głos.
Její literární prvotinou byl román Blizna, který vyšel v roce 2017 polsky, do češtiny knihu autorka přeložila pod názvem Jizva. Za román obdržela ocenění Literární debut roku 2017. V polštině vydala v roce 2019 román Trzecia terapia, román Organista z martwej wsi z roku 2020 vyšel v češtině pod názvem Varhaník z mrtvé vesnice, knihu přeložila sama autorka. V roce 2023 vyšel román Podróż w niechciane a jeho druhý díl Droga ku nadziei.

### Romány
- Blizna, 2017
- Trzecia terapia, 2019
- Organista z martwej wsi, 2020
- Podróż w niechciane, 2023
- Droga ku nadziei, 2023

### Česky vydané knihy
- Jizva, 2021[3]
- Varhaník z mrtvé vesnice, 2023[4][5]
- Třetí terapie, 2024[6]